# Sphere (logiciel)
Pour les articles homonymes, voir Sphère (homonymie).
Sphere est un environnement de développement de jeux vidéo en 2D, open source et multi-plateformes, reposant sur le langage de programmation JavaScript. 
Sphere, ou Sphere RPG Engine, ou encore Sphere IDE, a été conçu à la base par Chad Austin. L'ayant laissé en l'état, d'autres personnes ont malgré tout continué son développement, et à ce jour la communauté réunie autour de cet éditeur de jeux vidéo ne cesse de croître.
Sphere est un programme alliant efficacement simplicité et liberté d'utilisation. Il dispose d'une interface sous forme de fenêtres avec un arbre de dossiers réunissant les différents outils de création à disposition. Parmi ces outils, on peut noter un éditeur de maps, de scripts, d'images, de tilesets, de spritesets, de fenêtres de dialogue et de polices.

Parmi les fonctionnalités intéressantes de ce programme en natif ou programmable, on trouve une possibilité de jeu en réseau, de mode deux joueurs, le déplacement pixel par pixel des entités, la possibilité d'ajout d'un filtre de rendu vidéo, des contrôles configurables.
Sphere fut à la base conçu comme un programme de création de jeux vidéo de type RPG, mais du fait de sa flexibilité, il est tout à fait possible de créer tous types de jeux allant du jeu de plateforme simple au jeu de gestion/tactique.

## Caractéristiques techniques
- Version 1.5 stable (2017)
- Langage de programmation basé sur JavaScript SpiderMonkey.
- Possibilité de contrôler les jeux produits au clavier, à la souris ou au joystick.
- Résolution configurable au pixel près.
- Possibilité d'afficher un rendu filtré en 2x (Normal, Scale2x, Eagle, Super Eagle, hq2x, 2xSaI, Super 2xSaI).
- Couleurs affichables en 32bits avec gestion alpha pour la transparence des images.
- Support des formats d'image PNG, GIF, BMP, JPG, JPEG, PCX, TGA.
- Support des formats audio MIDI, OGG, WAV et MP3.
- Possibilité d'utiliser un système multijoueur et de jeu en réseau.
- À ce jour (2017), une seule langue disponible dans l'éditeur, à savoir l'anglais ; cependant, l'outil de configuration a été traduit en différentes langues dont le français.

### Minimum requis[Quand?]
- Pentium 200
- 64 Mo de RAM
- Carte graphique avec au moins 2Mo de Ram
- Carte son
- Windows 95, 98, NT 4.0, 2000, XP, Vista / Mac OS X / Linux
- DirectX 3 pour utilisation en plein écran
- Carte vidéo supportant OpenGL pour l'accélération matérielle